# أليساندرو بيريني
أليساندرو بيريني (بالإيطالية: Alessandro Pierini)‏ هو لاعب كرة قدم ومدرب كرة قدم إيطالي في مركز الدفاع، ولد في 22 مارس 1973 في فياريدجو في إيطاليا. شارك مع منتخب إيطاليا لكرة القدم. أما مع النوادي، فقد لعب مع راسينغ سانتاندير وفيورنتينا ونادي أودينيزي ونادي بارما ونادي ريجينا ونادي قرطبة.

## وصلات خارجية
- أليساندرو بيريني على موقع قاعدة بيانات كرة القدم.إي يو (الإنجليزية)
- أليساندرو بيريني على موقع ناشيونال فوتبول تيمز (الإنجليزية)
- أليساندرو بيريني على موقع عالم كرة القدم.نت (الإنجليزية)